# Reyðarfjörður (fiord)
Reyðarfjörður – fiord we wschodniej  Islandii, w regionie Fiordów Wschodnich. Wcina się w ląd na około 30 km, a przy wejściu ma szerokość około 7 km. Jest najdłuższym i najszerszym fiordem w tej części wyspy. W jego północnej części znajduje się mniejsza zatoka Eskifjörður. Masywy górskie po obu stronach fiordu sięgają 1000–1100 m n.p.m. Na północ od niego położony jest fiord Mjóifjörður, a na południe – fiord Fáskrúðsfjörður.
Między fiordem Reyðarfjörður i Eskifjörður znajduje się niewielki półwysep i kilka wysepek, które chronione są od 1973 roku jako rezerwat przyrody Hólmanes.
Na zachodnim krańcu fiordu położona jest miejscowość Reyðarfjörður, obok której przebiega droga krajowa nr 1, którą po pokonaniu tunelu Fáskrúðsfjarðargöng dotrzeć można do miejscowości Fáskrúðsfjörður. W okolicach Reyðarfjörður od głównej trasy odchodzi droga nr 92, która biegnie wzdłuż północnego brzegu fiordu aż do miejscowości Eskifjörður, a następnie tunelem Norðfjarðargöng do Neskaupstaður. Tereny nad fiordem wchodzą w skład gminy Fjarðabyggð.
Na północnym brzegu fiordu, na wschód od Reyðarfjörður, zlokalizowana jest huta aluminium Alcoa Fjarðaál, działająca tam od 2007 roku. Wcześniej ludność utrzymywała się głównie z rybołówstwa i wielorybnictwa. W czasie II wojny światowej mieściła się tutaj aliancka baza wojskowa.
Nad fiordem kręcono zdjęcia do serialu Fortitude.